# Hobro-Løgstør-banen
|  | Dublet Denne artikel handler om det samme som Himmerlandsbanerne. (Diskutér artiklen) |

Hobro-Løgstør-banen – eller blot Løgstørbanen – var en regional jernbanestrækning mellem Hobro og Løgstør i Jylland i Danmark.

## Historie
Jernbanen blev åbnet af den Danske Statsbaner den 15. juli 1893 med to tog om dagen per retning. I 1906 blev dette udvidet med en tredje tog frem og tilbage og en fjerde blev tilføjet efter nogle år. Efter den stigende konkurrence fra vejtransport, og de faldefærdige tilstand af tracéet i 1930-erne, var der tale om at lukke denne strækning. Da den Anden Verdenskrig udbrud blev banen bevaret. Der blev lagt tungere skinner og dermed kunne fartgrænsen blev øget fra 45 til 70 km/t.
Efter vejtransporten efter krigen igen normaliseredes, aftog tilbuddet i de tyndt befolkede område. Den 30. maj 1959 blev persontrafikken indstillet. Strækningen mellem Ålestrup og Løgstør forblev i brug som en del af godslinjen mellem Viborg og Løgstør. I 1999 blev denne strækning også lukket.